# Conus capitanellus
Conus capitanellus é uma espécie de gastrópode do gênero Conus, pertencente a família Conidae.

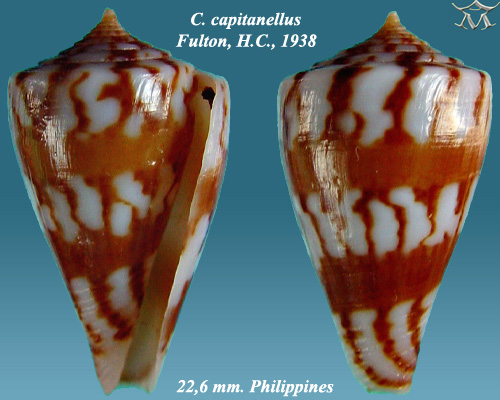
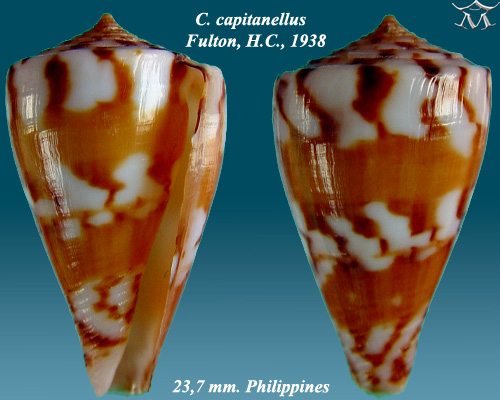